# Rudolf Haag

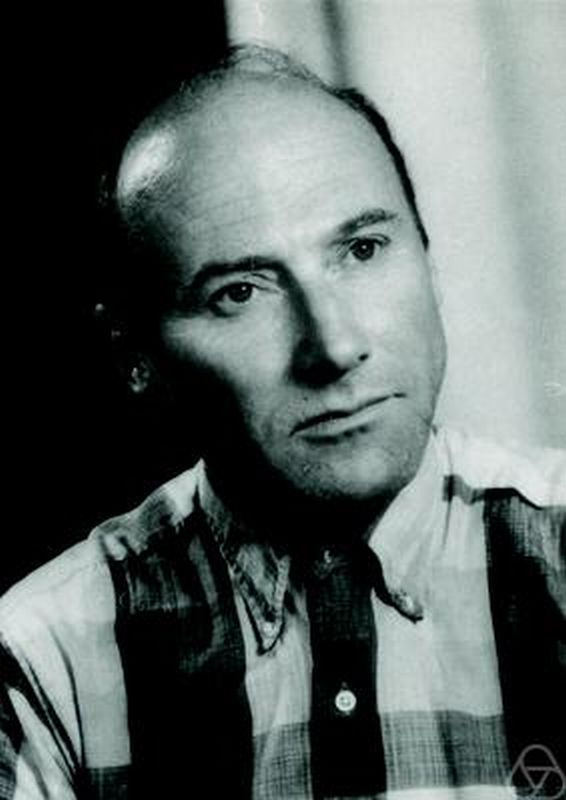
Rudolf Haag.

Rudolf Haag (17 tháng 8 năm 1922 ở Tübingen, Đức, mất ngày 5 tháng 1 năm 2016) là một nhà vật lý người Đức. Ông được biết đến với những đóng góp vào việc xây dựng đại số của lý thuyết trường lượng tử tiên đề, cụ thể là các tiên đề Haag-Kastler, và một trung tâm không-đi định lý trong QFT, định lý Haag, trong đó chứng tỏ sự tồn tại của một thời gian tiến hóa đơn nhất điều hành trong hình tương tác.
Haag nghiên cứu vật lý tại Technische Hochschule Stuttgart, nay là trường Đại học Stuttgart, 1948 – 1954 và sau đó làm việc về luận án của ông tại Munich. Giáo sư hướng dẫn ông là Fritz Bopp. Từ năm 1956 đến 1957, ông đang ở Viện Max Planck ở Göttingen. Sau khi làm giáo sư thỉnh giảng 1 năm tại Đại học Princeton và Đại học Marseille, ông là giáo sư vật lý tại Đại học Illinois tại Urbana-Champaign sáu năm cho đến năm 1966.
Sau đó và cho đến khi nghỉ hưu, ông là giáo sư vật lý lý thuyết tại Đại học Hamburg.
Năm 1965 ông thành lập Truyền thông Tạp chí Vật lý toán học, với vị trí Trưởng ban biên tập trong 8 năm.
Ông được trao tặng huy chương Max Planck vào năm 1970 và giải thưởng Henri Poincaré của Hiệp hội Quốc tế về Vật lý toán học trong năm 1997.